# Edward Donofrio
Edward Joseph Donofrio (Brooklyn, 1º settembre 1951) è un ex schermidore statunitense.

## Biografia
Ha partecipato ai Giochi della XXI Olimpiade di Montréal nel 1976.

## Palmarès
In carriera ha conseguito i seguenti risultati:
- Giochi Panamericani:

San Juan 1979: argento nel fioretto a squadre.